# The Book of Gabrielle
Pour plus de détails, voir Fiche technique et Distribution.
The Book of Gabrielle est un film britannique de 2015 écrit et réalisé par Lisa Gornick.

## Fiche technique
- Titre original : The Book of Gabrielle
- Réalisation : Lisa Gornick
- Scénario : Lisa Gornick
- Producteur : Lisa Gornick, Naomi Gornick, Alex Thiele, Margaret Glover
- Production : 65 Wilding Films, Valiant Doll
- Musique : Jasmin Rodgman
- Pays d'origine :  Royaume-Uni
- Langue d'origine : anglais
- Lieux de tournage : Londres, Angleterre, Royaume-Uni
- Genre : Comédie dramatique
- Durée : 80 minutes
- Date de sortie : 
  -  Royaume-Uni 2015

## Distribution
- Lisa Gornick : Gabrielle
- Anna Koval : Olivia
- Allan Corduner : Saul
- Joni Kamen : Fiona
- Juha Sorola : Aki
- Ruth Lass : Jessica